# 시나촌
시나촌(椎名村)은 지바현 지바군에 설치되었던 촌이다. 현재의 지바시 미도리구 서부에 해당한다.